# San Miguel de Corneja
San Miguel de Corneja es un municipio de la comarca de El Barco de Ávila-Piedrahíta, situado en el valle del Corneja, en la vertiente norte de la sierra de Villafranca, en la provincia de Ávila, comunidad autónoma de Castilla y León, en España. Pertenece al partido judicial de Piedrahíta. 
Limita con Piedrahíta, Mesegar de Corneja, Bonilla de la Sierra, Villafranca de la Sierra y Navaescurial. Su economía está principalmente dedicada a la ganadería y a la explotación de unos pequeños huertos en los que se cultivan las famosas judías del Barco. 

## Geografía
Integrado en la comarca de El Barco de Ávila-Piedrahíta, subcomarca de Valle del Corneja, se sitúa a 60 kilómetros de la capital provincial. El término municipal está atravesado por la carretera N-110 entre los pK 309 y 311 y por una carretera local que comunica con Navaescurial. El municipio tiene una extensión de 6 km² y el relieve está caracterizado por el valle del río Corneja, el cual hace de límite por el norte con Mesegar de Corneja y Bonilla de la Sierra. La altitud oscila entre los 1130 metros al sur en el ascenso hacia la sierra de Villafranca, y los 1020 metros a orillas del río Corneja. El pueblo se alza a 1054 metros sobre el nivel del mar. 
| Noroeste: Mesegar de Corneja | Norte: Bonilla de la Sierra | Noreste: Bonilla de la Sierra  |
| Oeste: Piedrahíta            |                             | Este: Villafranca de la Sierra |
| Suroeste: Piedrahíta         | Sur: Navaescurial           | Sureste: Navaescurial          |

### Flora y fauna

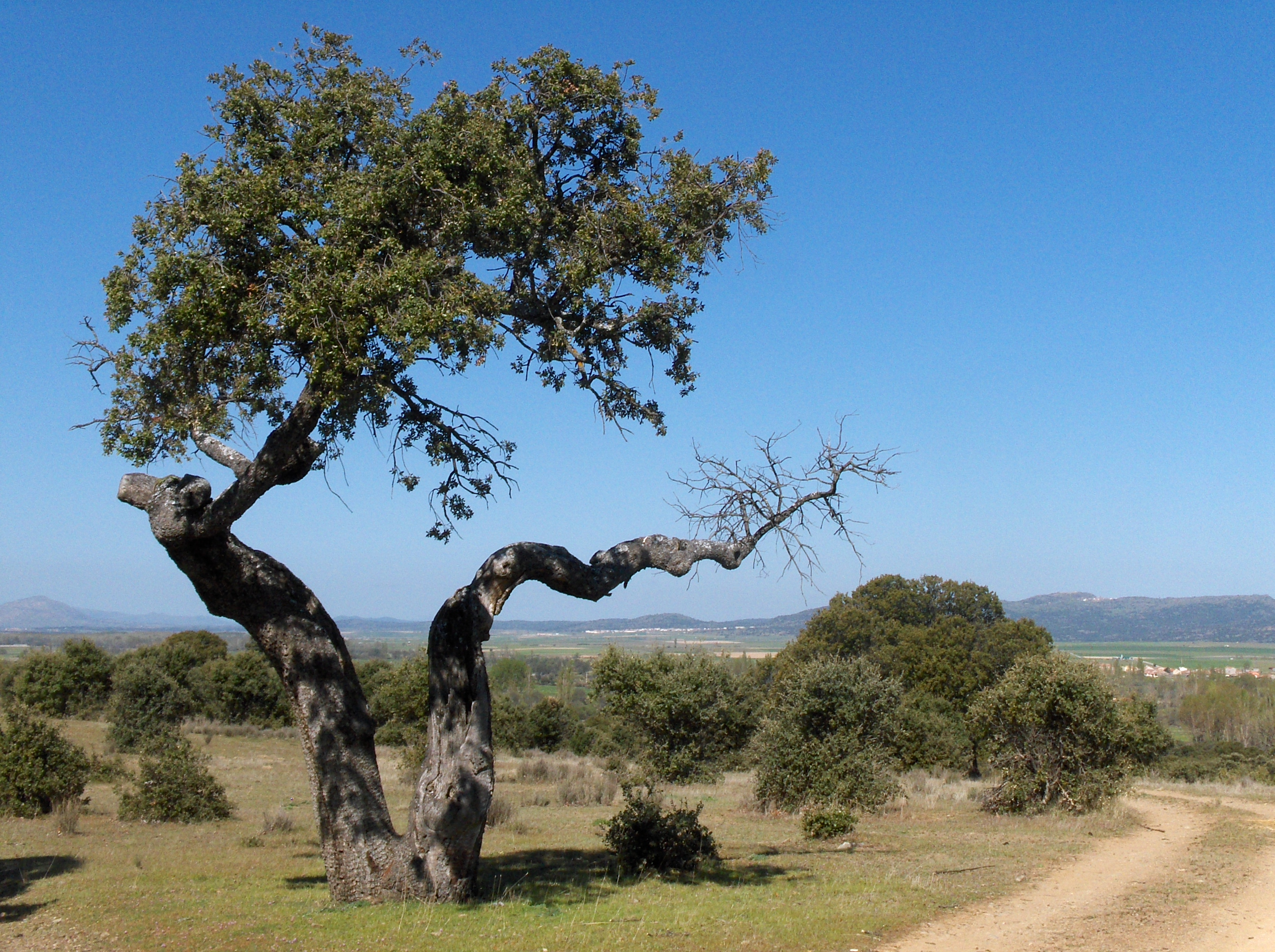
Encinas

La propia que se da en la sierra de Villafranca.
Una tradición comunitaria de origen medieval, que hace que las encinas y robles sean de titularidad pública, pese a que la tierra sea privada, ha permitido  que podamos encontrar con facilidad encinas y robles varias veces centenarios, auténticas joyas ecológicas, entre las que pasta el ganado.

## Demografía
San Miguel de Corneja cuenta con una población de 70 habitantes (INE 2024).
| Gráfica de evolución demográfica de San Miguel de Corneja entre 1842 y 2021                                           |
| |
| Población de derecho según los censos de población del INE. Población de hecho según los censos de población del INE. |

## Monumentos y lugares de interés

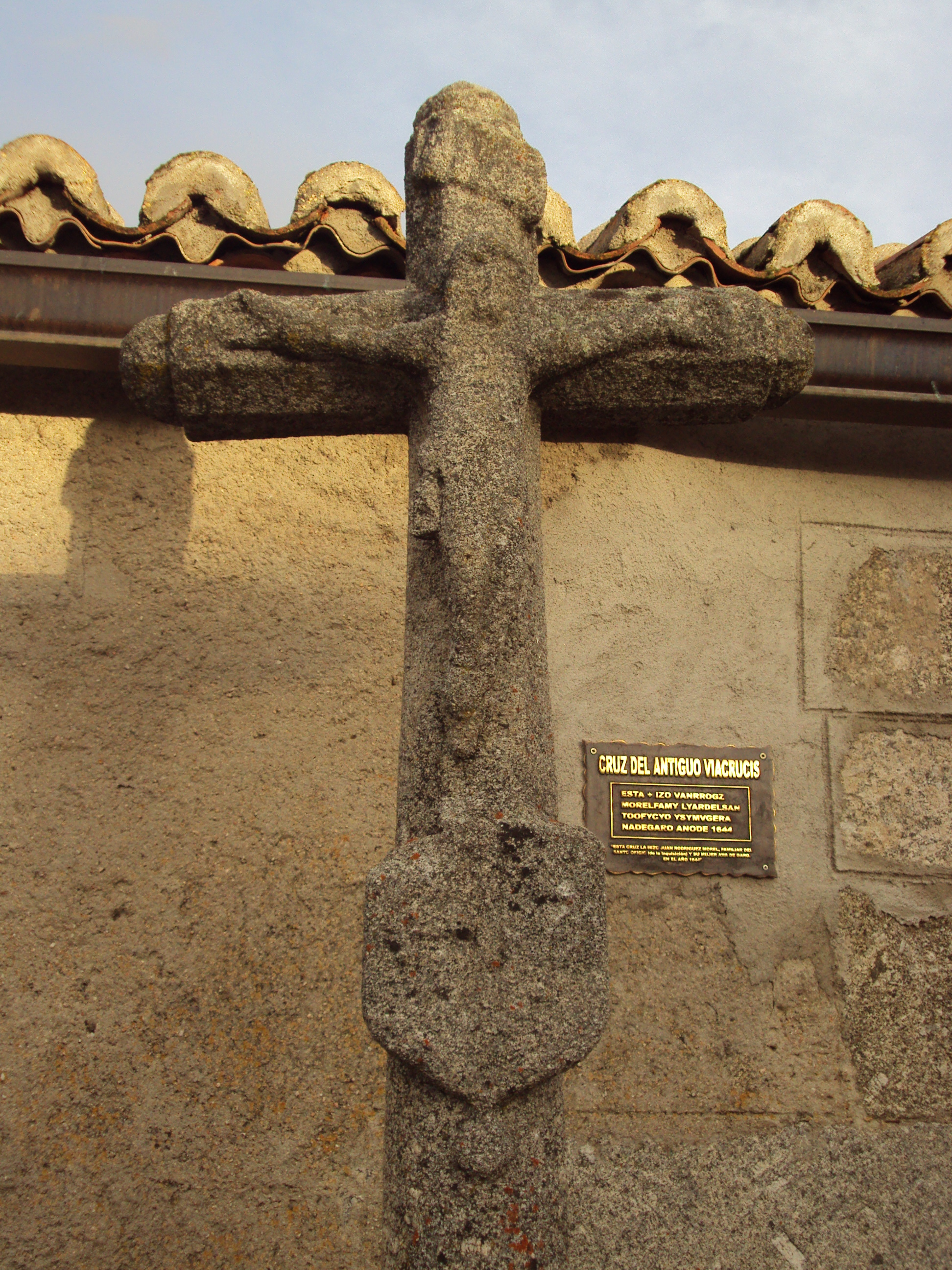
Cruz de Vía Crucis.

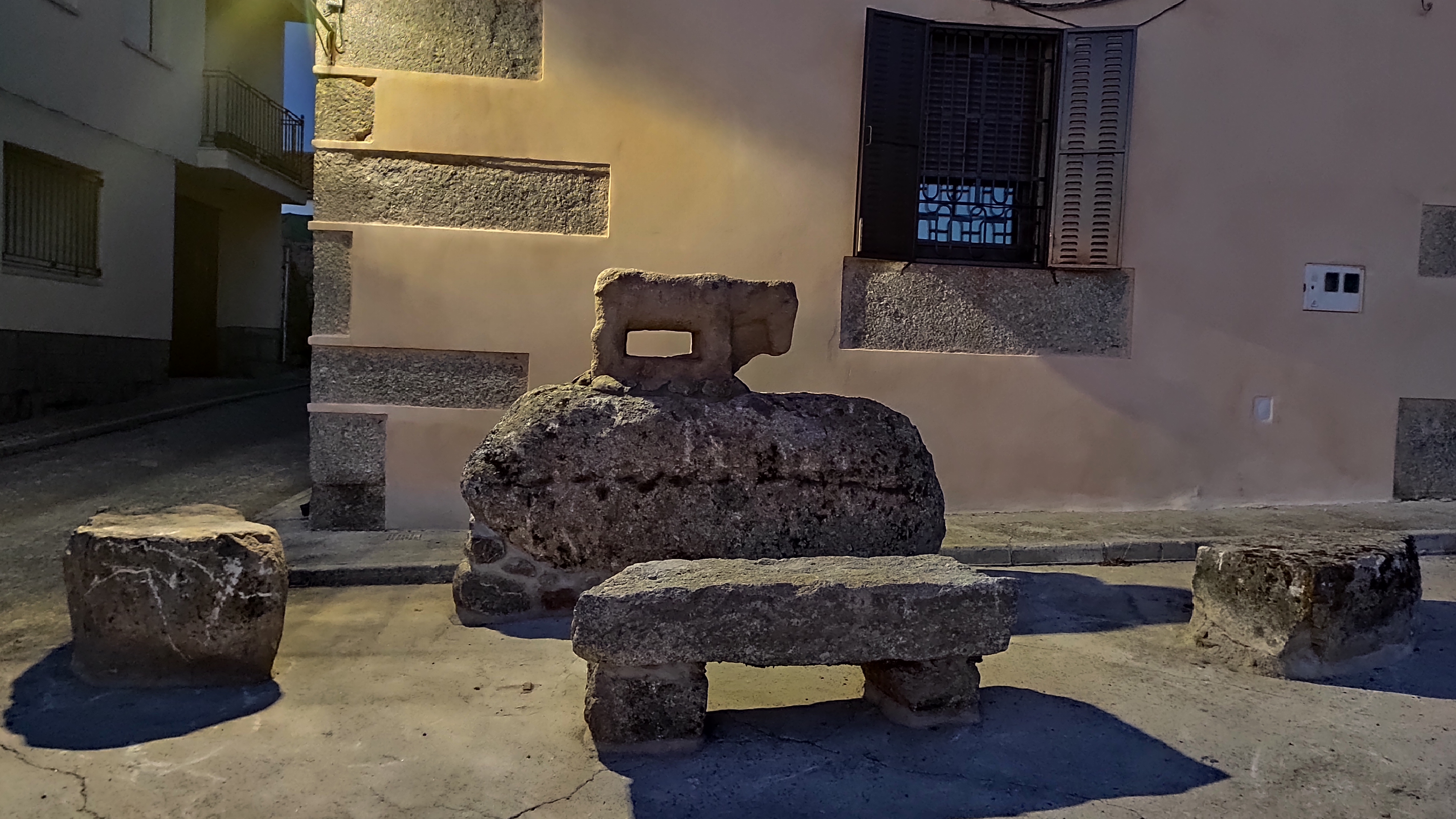
Verraco.

La iglesia es del siglo XVIII, con Vía Crucis en las calles del que quedan 3 cruces en el pueblo.
En la Casa de la Cultura se encuentra expuesto un busto de Su Majestad el Rey D. Juan Carlos I, obra cedida en el año 2010 por el escultor Santiago de Santiago, que nació en el pueblo vecino de Navaescurial.
Cuenta con un interesante museo etnográfico en el que se recoge el modo de vida del campo hasta 1970, así como utensilios de la vida cotidiana. En la planta baja se pueden contemplar gran cantidad de utensilios usados en las labores agrícolas y una sala en la que se recrea cómo era una casa típica de la zona. En la planta superior se exhiben utensilios de las profesiones más representativas que existían en el pueblo: herrero, barbero, maestro, zapatero, carpintero, etc. El museo es fruto de la colaboración de los habitantes del pueblo, que con la cesión de objetos han hecho posible su existencia. Está situado en una casa típica, fruto de la donación de una particular, y ha sido construido gracias al tesón de los habitantes del pueblo y de la exalcaldesa: María del Carmen Mateos.
En 2019, al derrumbarse un pajar como consecuencia de una tormenta, se descubrió en el muro medianero una gran piedra con forma de verraco y que fue usada para la construcción de dicho muro.  Informada la diiputación de Ávila enviaron un arqueólogo, que  al verlo, confirmó que era un verraco posiblemente de la época de los vetones. Desde mayo de 2021 se encuentra expuesto a la entrada del pueblo.
También hay un curioso reloj de sol. Es una pieza muy original. Se trata de un reloj de Sol cónico de dos caras, a escasos 2 metros sobre el suelo, con gnomon en forma de "T" situado entre ambas caras.

## Cultura

### Gastronomía
Entre su gastronomía típica figuran las renombradas judías del Barco, patatas revolconas (patatas cocidas y sazonadas con pimentón dulce y grasa de torrezno) y dulces típicos como los mantecados y las perrunillas. Cabe también mencionar la pamplina, hierba parecida al berro, que crece únicamente en corrientes de agua clara durante unas pocas semanas, entre los meses de marzo y mayo, dependiendo de la temporada, y que resulta deliciosa en ensalada.